# هدنة

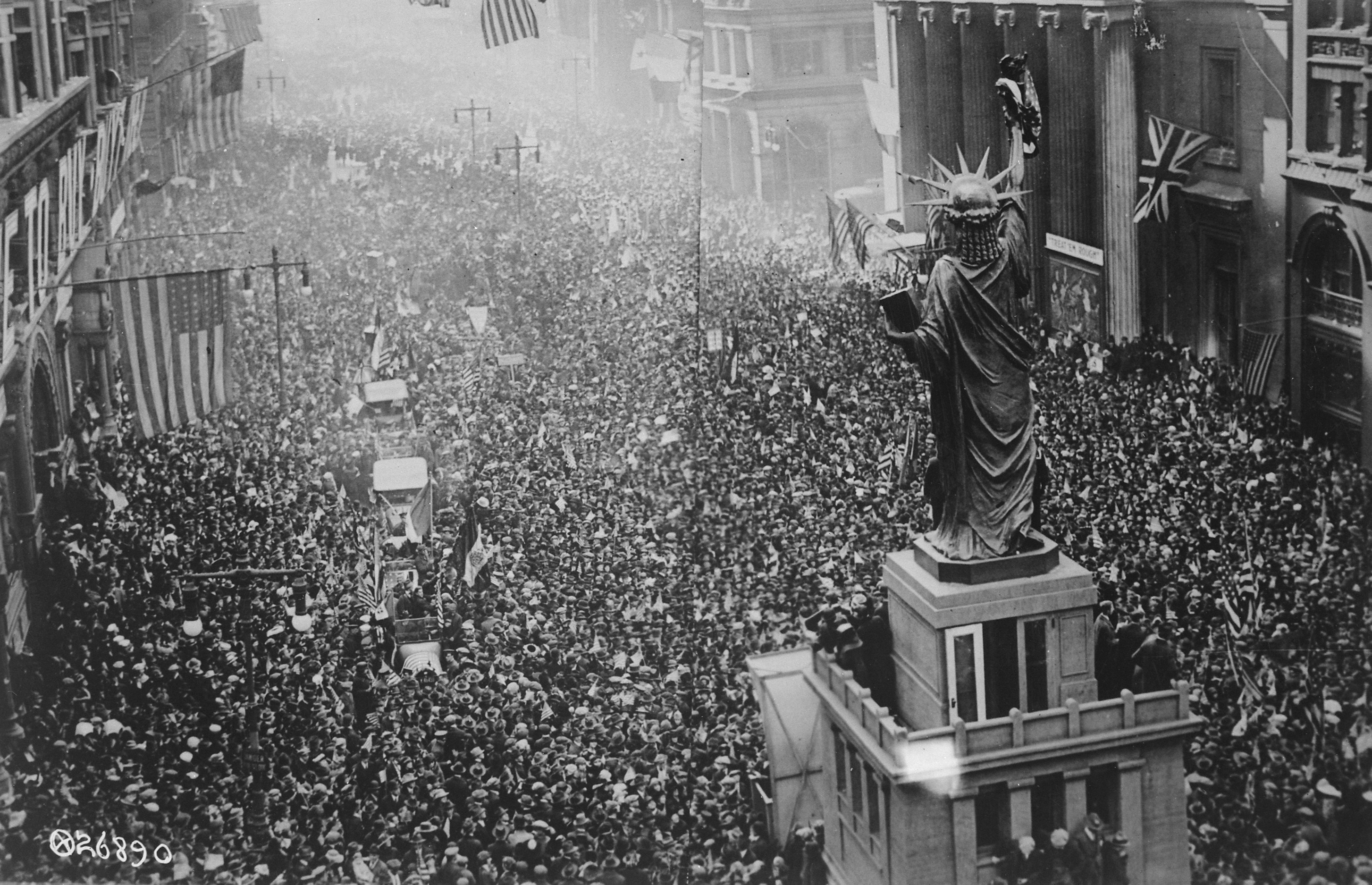

الهدنة هي معاهدة تهدف إلى وقف الأعمال العدائية خلال الحرب بين الأطراف المتنازعة ولكن الهدنة لا تعني نهاية الحرب إنما هي فقط وقف القتل لفترة زمنية محددة.
استعمل في ما مضى اتفاقيات وقف إطلاق النار قصيرة الأمد لنقل القتلى والجرحى من ميدان المعركة. وفي العقود الأخيرة اكتسبت الهدنة أهمية أكبر لأنه لم يعقبها في معظم الحالات اتفاقية سلام كما كانت تقريباً العادة سابقاً، وظلت الاتفاقية الوحيدة التي استعملتها الدول المتخاصمة لإنهاء الأعمال العدائية.
يعرف «قانون الحرب البرية» للجيش الأمريكي، الصادر سنة 1956، الهدنة وما يجب أن تغطيه من مواضيع. فبحسب «قانون الحرب البرية» «الهدنة (أو وقف إطلاق النار، كما تدعى أحياناً) هي توقف القتال الفعلي لفترة تتفق الدول المتحاربة عليها. إنها ليست سلاماً جزئياً أو مؤقتاً؛ إنها فقط توقف العمليات العسكرية إلى المدة التي تتفق الأطراف عليها».
اكتسبت الهدنة في العقود الأخيرة أهمية اتفاقية دولية لأنه لم يعقبها في معظم الحالات اتفاقية سلام كما كانت العادة سابقاً، لأنها بقت الاتفاق الأخير الذي يضع حدا للاقتتال بين الأطراف المتنزعة.

## الفرق بين الهدنة ووقف إطلاق النار
رغم تشابه مصطلحيّ وقف إطلاق النار والهدنة في كونهما يدلّان على توقف القتال في النزاعات المسلحة، إلا أن بينهما فروقًا قانونية وسياسية معتبرة. فـوقف إطلاق النار (Ceasefire) هو إجراء مؤقت يهدف إلى تعليق العمليات القتالية، ويُستخدم غالبًا لتخفيف التصعيد أو السماح بالمساعدات الإنسانية، وقد يكون أحادي الجانب أو متبادلًا، رسميًا أو شفهيًا، وغالبًا ما يكون هشًا وعرضة للخرق السريع.
أما الهدنة (Armistice) فهي اتفاق رسمي ومكتوب لوقف الأعمال العدائية لفترة محددة، وغالبًا ما تُبرم تمهيدًا لمفاوضات سلام أو لإنهاء النزاع بشكل منظم، وتتميز بطابعها الملزم وبكونها خاضعة أحيانًا لوساطة دولية أو رقابة من الأمم المتحدة.
يمكن النظر إلى الهدنة باعتبارها خطوة أكثر استقرارًا من وقف إطلاق النار، لما تنطوي عليه من التزامات صريحة، وتحديد زمني ومكاني، وشروط تنفيذية واضحة.

## طلب الهدنة
يقوم أحد أطراف المتحاربة بالتقدم بطلب هدنة إلى الطرف المضاد في النزاع وبعد عدة مفاوضات ولقاءات يتم التوقيع على الهدنة من قبل الأطراف المتنازعة التي قامت بالتفاوض. لا يهدف الطلب إلى وضح حد إلى الحرب ولكن لوقف العمليات الاقتتالية ويسمح للطرف الذي طلب الهدنة لتجنب الإذلال من الطرف الآخر. قد تكون الهدنة في الواقع مذلة جدا للخاسر إذا يمكن الهدنة أن تجبر الطرف الأضعف على التخل عن جزء من أرضه أو دفع تعويضات للإضرار التي أحدثها خلال الحرب.

## جوانب الهدنة
- سريان الهدنة: كان من المعتاد في الماضي مدة سريان الهدنة ولكن في العصور الحديثة لم يعد يحدد مدى سريان الهدنة، ويفترض هوارد ليفي،[4] انه ذلك يفسر بسبب افتراض أن هناك اتفاقية سلام وشيكة في الأفق. في حال لم تحدد اتفاقية الهدنة فترة سريانها فإنها تظل سارية إلى أن يشجبها أحد الأطراف. ورغم عدم وجود قانون يتطلب الشجب، فمن المؤكد توقع إعلان أن الشجب سيكون نافذاً فقط بعد فترة محددة من الزمن أو في زمن مستقبلي محدد، وليس عندما يصل القذف المدفعي.[1]
- المنطقة الحرام: يعتبر هوارد ليفي [4] أن تضمين بند يحدد خط فاصل أو منطقة محرمة رغم عدم وجود أي شرط محدد في أية اتفاقية حول قانون الحرب يتعلق بضرورة وجود خط فاصل أو منطقة محايدة (يشار إلى الأخيرة أحياناً بأنها «no-man's land المنطقة الحرام»)، سيكون مفيداً لتجنب حوادث قد تنتج عن إهمال أو دون قصد وتؤدي إلى استئناف القتال.[1]
- التعامل مع سكان الطرف الآخر: في كل هدنة تقريباً، تكون أراضي أحد الأطراف المتنازعة محتلة من قبل الطرف الآخر مما يؤدي إلى تواجد مدنيين تحت سلطة الطرف المعادي. في حالة عدم وجود أي بند في اتفاقية الهدنة يحدد هذا الموضوع فإن «وجيز الحرب البرية» للجيش الأمريكي ينص على أن تظل هذه علاقات السلطة مع السكان كما هي ويضيف أن كل دولة محاربة «تستمر في ممارسة الحقوق نفسها كما من قبل، بما فيها حق منع أو تقييد أي اتصال بالسكان الذين يعيشون ضمن خطوطها وبالأشخاص الموجودين ضمن خطوط العدو».[1]
- الأعمال المحظورة: لا يحدد أطراف النزاع في اتفاقيات الهدنة ما ل يجب أن يقوم به الطرف الآخر إلا فيما يخص بالعمليات العسكرية كما أن الأطراف المتنازعة تحاول تجنب الأعمال التي قد تغضب الطرف الآخر. ولكن يقع كل عمل قد يشكل انتهاكا للهدنة في إطار ما عرّف بأنه «عمل محظور». فعلى سبيل المثال فرغم عدم الأعمال المحظورة في اتفاقية الهدنة الكورية، فإن إنزال قوات كوماندو تابعة لكروريا الشمالية في كوريا الجنوبية للقيام يمهمات خاصة كمحاولة اغتيال رئيس الجمهورية الكورية أو انتهاكات للمنطقة منزوعة السلا تتعتبر من الأعمال المحضورة.[1]
- أسرى الحرب: يجيز القانون الدولي «العودة الطوعية إلى لوطن» ويعود حق العودة الطوغية إلى الحرب الكورية إذ شكل موضوع أسرى الحرب أصعب المشاكل التي واجهت المتفاوضين أثناء المفاوضات حول اتفاقية الهدنة الكورية، واستغرق حلها أكثر من عام. فقد أصرت قيادة الأمم المتحدة على «العودة الطوعية إلى الوطن»، مما يعنى أن أسير الحرب حر في العودة إلى الجيش الذي خدم فيه عند أسره، أو الذهاب إلى مكان آخر إذا أراد ذلك. طرح هذا الموضوع بسبب تجنيد الكوريون الشماليون كل الكوريين الجنوبيين الذين كانوا في عمر الجندية عند احتلالهم للنصف الجنوبي ولكن تم أسر جزء منهم من قبل الجيش الكوري الجنوبي وقام جزء آخر بالاستسلام إلى الجيش ولم يرغبوا بـ «العودة» إلى كوريا الشمالية.[1]
- الآلية الاستشارية: تشكل خلال الهدنة لجان تقوم بمراقبة اتفاقيات الهدنة.ففي خلال الحرب الكورية تم تشكيل «لجنة الدول المحايدة للعودة إلى الوطن»، للإشراف أسرى الحرب كما شكلت «لجنة الهدنة العسكرية» (بفرق مراقبين مشتركة) للإشراف على تطبيق الهدنة نفسها كما كانت مهمة «لجنة الدول المحايدة للرقابة» (بفرق تفتيشها الخاصة) ضمان الالتزام بأحكام معينة في اتفاقية الهدنة.[1]
- المسائل العسكرية والسياسية متفرق: قد يكون أطراف التفاوض عسكريون كما يمكن أن يكونوا ديبلوماسيون فعلى سبيل المثال، تم التفاوض على اتفاقية الهدنة الكورية من قبل ضباط عسكريين، بينما تم التفاوض على «اتفاقية وقف الأعمال العدائية» في فيتنام من قبل دبلوماسيين. فيخول للمتفاوضون العسكريين في بعض الأحيان من قبل حكوماتهم مناقشة الأمور السياسية. فعلا سبيل المثال أصر «وفد قيادة الأمم المتحدة المفاوض» على مناقشة أمور عسكرية وليس سياسية، فقد شملت المادة الرابعة من اتفاقية الهدنة الكورية شرطاً يوصى القادة العسكريون فيه الحكومتين بأن يعقد الطرفان، خلال ثلاثة أشهر من توقيع الاتفاقية، مؤتمراً سياسياً للبت في مسائل معينة أبعد من صلاحيات القادة العسكريين.[1]

## المصدر
1. 1 2 3 4 5 6 7 8 9 10  الهدنة من موقع جرائم الحرب (تم التصفح في 20 جوان 2007) نسخة محفوظة 09 مايو 2011 على موقع واي باك مشين.
2. ↑  موسوعة القانون الدولي الإنساني، المعهد الدولي للقانون الإنساني، مدخل "وقف إطلاق النار".
3. ↑  Jean-Marie Henckaerts, "Customary International Humanitarian Law", ICRC, Cambridge University Press, Rule 36.
4. 1 2  هوارد إس. ليفي هو أستاذ مساعد في القانون الدولي في كلية الحرب البحرية وأستاذ فخري في القانون في كلية القانون في جامعة سانت لويس الأمريكية. يقوم بالافتراض في مقاله على هذا الموقع نسخة محفوظة 09 مايو 2011 على موقع واي باك مشين.